# Resiliência (ciência dos materiais)

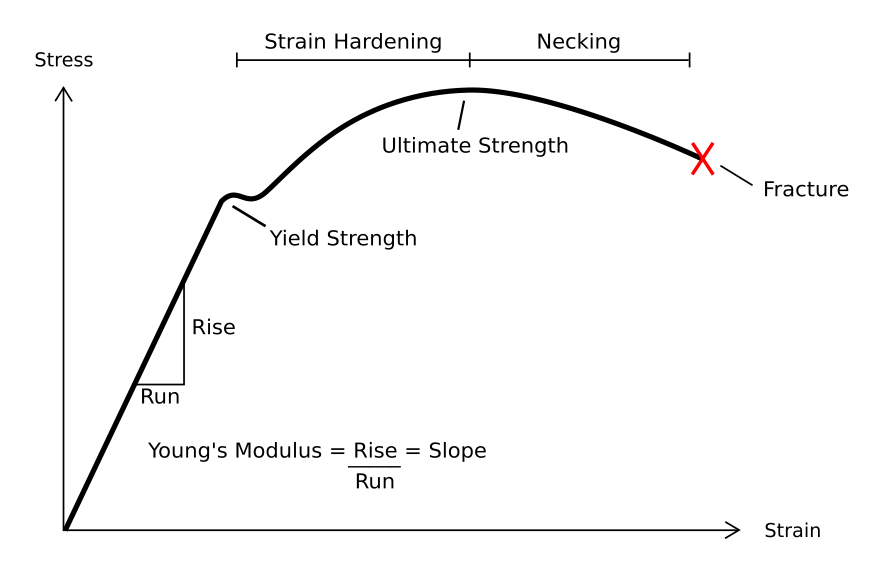
A área sob a porção linear de uma curva tensão-deformação é a resiliência do material

Na ciência dos materiais, resiliência é a capacidade de um material de absorver energia quando é deformado elasticamente e liberar essa energia ao descarregar. A resiliência de prova é definida como a energia máxima que pode ser absorvida até o limite elástico, sem criar uma distorção permanente. O módulo de resiliência é definido como a energia máxima que pode ser absorvida por unidade de volume sem criar uma distorção permanente. Ela pode ser calculada integrando a curva tensão-deformação de zero até o limite elástico. Na tensão uniaxial, sob as hipóteses de elasticidade linear,
{\displaystyle U_{r}={\frac {\sigma _{y}^{2}}{2E}}={\frac {\sigma _{y}\varepsilon _{y}}{2}}}
onde Ur é o módulo de resiliência, σy é a resistência ao escoamento, εy é a tensão de escoamento E é o módulo de Young. Esta análise não é válida para materiais elásticos não lineares como a borracha, para os quais deve ser utilizada a aproximação da área sob a curva até o limite elástico.

## Unidade de resiliência
O módulo de resiliência (Ur) é medido em uma unidade de joule por metro cúbico (J·m−3) no SI, ou seja, energia de deformação elástica por superfície do corpo de prova.
Assim como a unidade de tenacidade à tração (UT), a unidade de resiliência pode ser facilmente calculada usando a área sob a curva tensão-deformação (σ–ε), que fornece o valor de resiliência, conforme indicado abaixo:
Ur = Área abaixo da curva tensão-deformação (σ–ε) até o escoamento = σ × ε
Ur [=] Pa × % = (N·m−2)·(sem unidade)
Ur [=] N·m·m−3
Ur [=] J·m−3